# Arrondissement de Cobourg
L'arrondissement de Cobourg est un arrondissement  (Landkreis en allemand) de Bavière (Allemagne) situé dans le district (Regierungsbezirk en allemand) de Haute-Franconie. Son chef lieu est Cobourg.

## Villes, communes et communautés d'administration
(nombre d'habitants en 2006)
Städte
1. Bad Rodach (6 478)
2. Neustadt bei Coburg, Große Kreisstadt (16 428)
3. Rödental (13 654)
4. Seßlach (4 074)

Verwaltungsgemeinschaften
1. Grub am Forst avec les communes membres Grub am Forst et Niederfüllbach

Gemeindefreie Gebiete (6,02 km2)
1. Callenberger Forst-West (2,32 km2)
2. Gellnhausen (2,80 km2)
3. Köllnholz (0,90 km2)

Gemeinden
1. Ahorn (4 480)
2. Dörfles-Esbach (3 841)
3. Ebersdorf bei Coburg (6 248)
4. Großheirath (2 564)
5. Grub am Forst (3 108)
6. Itzgrund (2 323)
7. Lautertal (4 159)
8. Meeder (4 015)
9. Niederfüllbach (1 672)
10. Sonnefeld (5 226)
11. Untersiemau (4 245)
12. Weidhausen bei Coburg (3 307)
13. Weitramsdorf (5 182)